# Brain-virus

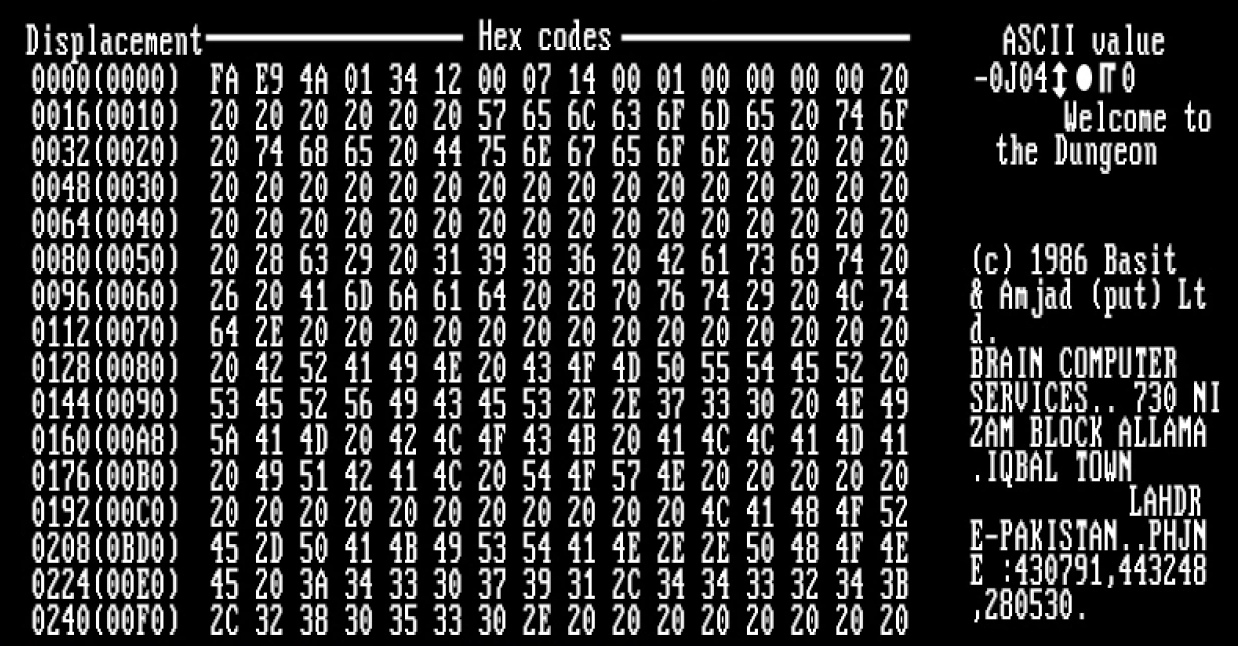
Het Brain-virus

Het Brain-virus is een computervirus dat dateert van 19 januari 1986. Het staat bekend als het eerste MS-DOS-virus. Het werd ontwikkeld door de Pakistaanse broers Basit en Amjad Farooq Alvi, die nu aan het hoofd staan van het bedrijf ‘Brain Telecommunications’.

## Waarschuwing
Het virus was aanvankelijk niet bedoeld als virus, maar eerder als een waarschuwing tegen illegaal kopiëren. Het werd toegevoegd aan medische software die de broers op de markt brachten. De waarschuwingstekst verscheen pas bij een illegale kopie.

## Werking
Het Brain-virus tastte het master boot record (MBR) op harde schijven van IBM-PC's aan. Het virus verspreidde zich via 5¼ inch-floppydisks en MS-DOS, onafhankelijk van de software waar het aanvankelijk aan gekoppeld was. Op computers die dit virus hadden opgelopen, verscheen onder andere de volgende tekst in de bootsector:

Welcome to the Dungeon (c) 1986 Basit * Amjad (pvt) Ltd. BRAIN COMPUTER SERVICES 730 NIZAM BLOCK ALLAMA IQBAL TOWN LAHORE-PAKISTAN PHONE: 430791,443248,280530. Beware of this VIRUS.... Contact us for vaccination...

## Uitgestorven
De tekst verscheen na een jaar nog steeds regelmatig op geïnfecteerde computers. De broers beseften de impact pas toen zij steeds vaker door kwade klanten opgebeld werden. Uiteindelijk werden hun telefoonnummers afgesloten. Het virus stierf na verloop van tijd uit. Het circuleerde namelijk via floppydisks en was daardoor gemakkelijk te isoleren.